# Cantua hybrida
Cantua hybrida är en blågullsväxtart som beskrevs av Fortunado Luciano Herrera y Garmendia. Cantua hybrida ingår i släktet Cantua och familjen blågullsväxter. Inga underarter finns listade i Catalogue of Life.